# Gundershofen
Gundershofen ist ein Stadtteil von Schelklingen im Alb-Donau-Kreis in Baden-Württemberg.

## Geografie
Gundershofen liegt im oberen Schmiechtal, einem Tal am Südrand der Schwäbischen Alb auf 616 m ü. NHN etwa auf halber Strecke zwischen Münsingen (13,4 km) und Schmiechen.

## Geschichte
Ein Ebirhardus miles de Gundershoven lebte um 1200. 1263 wird der Ort erstmals direkt urkundlich erwähnt. Der Ort entstand aber früher, und zwar in der älteren Ausbauzeit. Gundershofen hatte im Mittelalter seinen eigenen Ortsadel, genannt von Gundershofen. Im 14. Jh. verschwindet diese Familie aus der urkundlichen Überlieferung.
Ein Herrensitz oder eine Burg im Dorf Gundershofen konnte bislang nicht nachgewiesen werden.
Das Dorf wurde wohl früh Teil der Herrschaft Justingen und teilte deren Geschichte. 1751 kam Gundershofen mit der Herrschaft Justingen an Württemberg. Einen Bauernhof erwarb 1368 das Kloster Offenhausen (Gemeinde Gomadingen).
Der Ort hatte früh eine eigene Pfarrei mit der St.-Michaelskirche. Die Gundershofer Pfarrei war bis zur Einführung der Reformation in Sondernach im Jahre 1581 auch für dessen Einwohner zuständig. 1846 wurde Hütten, vorher bei Justingen eingepfarrt, der Pfarrei Gundershofen zugeschlagen.
Das alte Pfarrhaus samt Pfarrscheuer soll 1747 neu erbaut worden sein, ein noch älteres ersetzend. 1846/48 musste es der neuen Kirche weichen, welche genau auf dessen Platz steht. 1905/06 wurde das neue Pfarrhaus in Backsteinbauweise mitten im Pfarrgarten gegenüber der Kirche auf der anderen Straßenseite errichtet.
Das alte Schulhaus stand ursprünglich auf der Friedhofsmauer. 1835 wurde ein neues Schulhaus an der Durchgangsstraße samt Schulscheuer erbaut. Das Schulhaus wurde bei der Erweiterung der Ortsdurchfahrt um 1990 abgebrochen. Die Schulscheuer mit restauriertem Fachwerk blieb erhalten.

### Wappen
Das Gemeindewappen ist zweigeteilt. Auf der linken Seite befindet sich das Wappen der Herren von Gundershofen; auf der rechten Seite ein Mühlrad als Symbol für die drei Mühlen Springens und die Bannmühle zu Gundershofen.

### Religionen
Die katholischen Einwohner von Gundershofen, Springen und Sondernach (die Einwohner von Sondernach waren bis 1582 katholisch) waren schon früh in die römisch-katholische Kirchengemeinde St. Michael (Michael Archangelos) zu Gundershofen eingepfarrt. Noch 1825 waren alle 253 Einwohner katholisch; 1910 waren einschließlich des Weilers Springen von 240 Einwohnern 218 katholisch und 22 evangelisch. Die evangelischen Einwohner waren nach Mehrstetten eingepfarrt. Im Zuge des Neubaus einer größeren Pfarrkirche in Gundershofen wurden 1847 die katholischen Einwohner von Hütten von Justingen nach Gundershofen umgepfarrt.

#### Katholische Pfarrer bei St. Michael
- 1275 Gundershouen, der Pleban residiert
- 1425 Lucius, Kirchherr
- 1437 Heinrich Suner, Rektor
- 1437 instituiert: Nicolaus Dienolt
- 1440 Heinrich Russlinger, Pfarrer
- 1456–1469 Konrad Stöffler, Kirchherr
- 1476 Matthias Gaus, Pfarrer
- 1481 Johannes Stöffler, Magister, Rektor, Dekan für das Kapitel Ehingen
- 1481 instituiert: Mathis Curnin
- 1519 Hans Bussenharth, Pfarrer
- vor 1551–1570 Georg Leucht, Pfarrer
- 1571–1573 Daniel Friedrich, Schwenckfeldianer
- 1575 Martin Manz (Ehingen a. D.), Pfarrer
- 1582 Johannes Manz (Ehingen a. D.), Pfarrer
- vor 1589 Johannes Rottmund, Pfarrer
- 1589–1604 Georg Oßwald, Pfarrer
- 1605–1629 Georg Gerster, Pfarrer
- 1646–1679 Peter Moraß, Vicarius in Gundershofen und Pfarrer in Justingen
- 1679–1690 Simon Weiß, Vicarius und Pfarrer in Justingen
- 1690 Josef Schweizer (Ehingen a. D.), Pfarrer in Gundershofen
- 1728 Dr. Franz Ferdinand Mack, Pfarrer
- 1726 Johann Ferdinand Rueß (Ehingen a.D), Pfarrer (* 1711)
- 1762–1768 Mathias Kasimir Lendorffer (Lehndorfer) (Augsburg) (* 1724, † 1783).[1]
- 1768–1807 Theodul Schmutz (Ehingen a. D.) (* 1734)
- 1807–1834 Ambros Glock (Königsheim) (* 1768, † 1838)
- 1839–1844 Johann Nepomuk Wanner (Munderkingen) (* 1804, † 1869)
- 1845–1851 Johann Baptist Manz (Ehingen a. D.) (* 1817, † 1870)
- 1852–1863 Karl Diemer (Neresheim) (* 1812, † 1863)
- 1863–1878 Johann Jakob Bopp (Biberach) (* 1824, † 1898)
- 1878–1903 Franz Xaver Hauser (Haid), Stadtpfarrer in Saulgau (* 1835, † 1913)
- 1906–1925 Paul Schneider (Laupheim), Kamerer, Dekan (* 1873)
- 1925–1942 Stefan Kriessmann (Denkingen), Verfasser der Series Parochorum (* 1875)
- 1949 Pater Alfons Buhl, ordiniert Wien 1931 (* München)

(Quelle:)

### Eingemeindungen
Die Gemeinde Gundershofen war bis 1751 Teil der Reichsherrschaft Justingen, welche im selben Jahre durch Herzog Carl Eugen von Württemberg erworben wurde. 1807 wurde der Ort Teil des Oberamts Urspring des Kreises Ehingen, seit 1809 gehörte es zum Oberamt Münsingen und seit 1938 zum Landkreis Münsingen. Seit der Gemeindereform im Jahr 1975 ist Gundershofen eine Teilgemeinde der Stadt Schelklingen im Alb-Donau-Kreis.

#### Teilorte von Gundershofen
Der ehemalige Mühlenweiler Springen liegt am Oberlauf der Schmiech und am Schmiechursprung. Springen bestand ursprünglich lediglich aus drei Mühlen. Eine Mühle bei Springen wird erstmals um 1300 im Habsburger Urbar genannt. Zweifelsfrei dürfte der Mühlenstandort Springen aber aufgrund der hervorragenden Lage und starken Schüttung der Schmiech bereits im Oberlauf älter sein. Jedenfalls waren im späten 16. Jh. drei Mühlen vorhanden, wobei der Zeitpunkt, wann die einzelnen Mühlen errichtet wurden, bislang nicht angegeben werden kann.
- Die obere Mühle am Urspring des Wassers gelegen, 1576 die obere Mühle, 1782 die obere Kundenmahlmühle genannt, war Eigentum und Lehen der Herrschaft Justingen. Die Mühle war bis ins 19. Jh. hinein in Betrieb; hinter dem Hauptgebäude sind noch die verfallenen Mühleinrichtungen erkennbar. 1782 hatte die Mühle zwei Mahlgänge und einen Gerbgang. Das ansehnliche und große zweistöckige Gebäude ist noch erhalten und dient heute einem landwirtschaftlichen Betrieb.
- Die mittlere Mühle, 1576 die Magolsheimer Mühle genannt, war Magolsheim lehenbar, gehörte 1782 der herzoglichen Kellerei Münsingen, lag aber im Gerichtsbezirk Justingen. Die Gebäude sind bis heute erhalten geblieben. Die Mühle hatte zwei Mahlgänge und einen Gerbgang. Noch heute kann man die Nebengebäude wie Scheuer, Wagenschopf, Kellerhaus und Backofen erkennen.

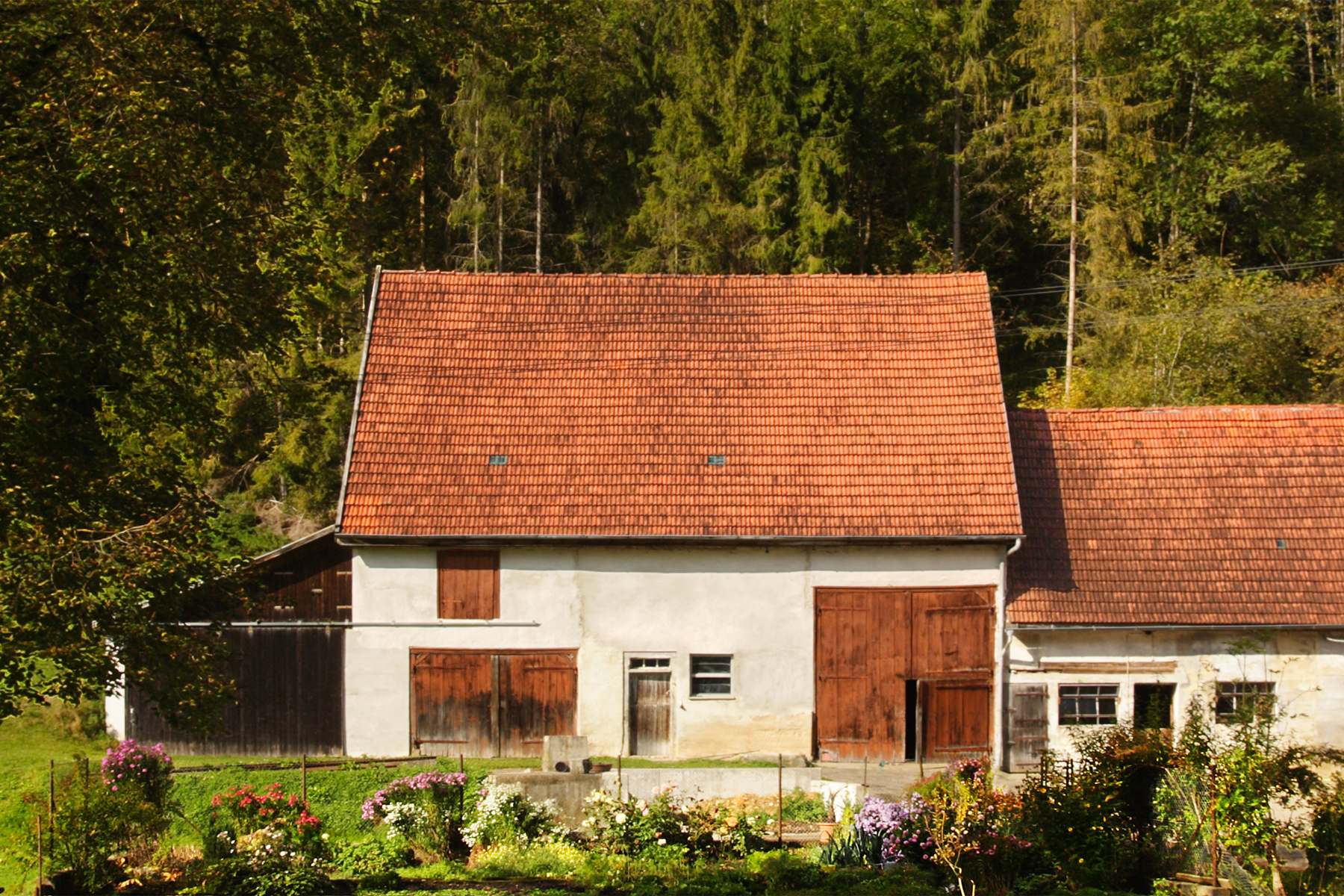
Bauernhaus an der Stelle der ehemaligen unteren Mühle in Springen, 2009

- Die untere Mühle, 1576 die Gundelfinger Mühle, 1782 die Gundelfingische oder Landseeische Mühl genannt, gehörte mit Besitz und Lehen dem Haus Hohengundelfingen, die Gerichtshoheit aber hatte Justingen. Die Mühle war kleiner als die anderen beiden und bestand 1782 aus einem einstöckigen Wohnhaus mit zwei Mahlgängen und einem Gerbgang. 1831 wurde diese Mühle, da eingegangen, durch ein Söldenhaus ersetzt.

Von diesen Mühlen sind die obere und mittlere Mühle im Gebäudebestand erhalten geblieben; die Mühleinrichtung wurde allerdings ausgebrochen.

### Einwohnerentwicklung
Im Spätmittelalter war Gundershofen mit unter 200 Einwohnern kleiner als das Dorf Justingen, etwa gleich groß wie Ingstetten, aber größer als Hütten. Am 31. Dezember 2008 hatte Gundershofen 115 Einwohner.

Bevölkerungsentwicklung in der Herrschaft Justingen 1497–2002

## Politik

### Schultheißen, Bürgermeister und Ortsvorsteher
Schultheißen bis 1930, Bürgermeister von 1930 bis 1975, seit 1975 Ortsvorsteher
- 1615 Jakob Herb
- 1759, 1786 Peter Rothenbacher (* 20. September 1732, † 5. Oktober 1801)
- vor 1812–1814 (resigniert) Johannes Rothenbacher (* 11. Dezember 1753, † nach 1814)
- 1816–1821 Matthias Haible (* 11. September 1765, † 10. Juni 1843)
- 1821–1863 Dominikus Zeiler (* 30. Juli 1794, † vor 28. April 1864)
- 1863 – vor 1. März 1876 Peter Klöble (* 5. März 1811, † 28. August 1878)
- vor 1. März 1876–1930 Peter Rehm (* 6. Oktober 1858, † 15. Dezember 1937)
- 1931–1939 Sebastian Klöble (* 25. Juni 1886, † nach 1939)
- 1939 – mindestens Ende 1976 Anton Braun

Der Ortsvorsteher wird von der Stadt Schelklingen auf Vorschlag des Ortschaftsrates ernannt. Derzeit ist Ludwig Krais Ortsvorsteher, gleichzeitig auch für Sondernach.

### Bildung und Sport
Die Kinder besuchen den Kindergarten Oberes Schmiechtal in Hütten und die Grundschule in Sondernach. Die Schmiechtalhalle in Hütten steht auch Gundershofen zur Verfügung.

## Wirtschaft und Infrastruktur

### Verkehr
Durch Gundershofen verläuft die Kreisstraße K 7409 von Schmiechen durch das Schmiechtal nach Mehrstetten und Heutal. Die Kreisstraße K 7410 verbindet Gundershofen und Springen mit der Landesstraße L 230 nach Münsingen.

### Kulinarische Spezialitäten
Gundershofen besaß ehemals ein Gasthaus zum Rößle mit Brauerei, Mahl- und Ölmühle. Gegenwärtig ist der Gasthof Hirsch die einzige Gastwirtschaft.

### Bauwerke
Gundershofen
- Die Pfarrkirche St. Michael, erbaut 1846–1848 auf der Stelle des früheren Pfarrhauses und der Pfarrscheuer.
- Der Friedhof mit der Friedhofsmauer, in dessen Mitte bis zur Fertigstellung der neuen Kirche die alte Pfarrkirche St. Michael stand.
- Die ehemalige Mahl- und Ölmühle zu Gundershofen, verbunden mit dem ehemaligen Gasthaus zum Rößle.

Springen
- Die ehemalige obere Mühle
- Die ehemalige mittlere Mühle

## Persönlichkeiten

### Söhne und Töchter der Gemeinde
- Albert Kley (*Gundershofen 3. Februar 1907, † Geislingen an der Steige 30. April 2000): Gymnasiallehrer und Maler, Direktor des Gymnasiums Geislingen an der Steige 1945–1972
- Sepp Vees (*Gundershofen 11. November 1908, † Weissach (Flacht) 1. Dezember 1989): Kunstmaler

### Sonstige bedeutende Persönlichkeiten
- Die Vorfahren Matthias Erzbergers lassen sich auf bis Michael Erzberger zurückverfolgen, dessen Familie nach dem Dreißigjährigen Krieg nach Gundershofen einwanderte und dort ein Bauernlehen innehatte.[3]